# Томигусуку
Томигусуку (яп. 豊見城市 Томигусуку-си) — город в Японии, находящийся в префектуре Окинава. Площадь города составляет 19,45 км², население — 60 549 человек (1 августа 2014), плотность населения — 3113,06 чел./км².

## Географическое положение
Город расположен на острове Окинава в префектуре Окинава региона Кюсю. С ним граничат города Наха, Итоман и посёлки Хаэбару, Яэсе.

## Население
Население города составляет 60 549 человек (1 августа 2014), а плотность — 3113,06 чел./км². Изменение численности населения с 1980 по 2005 годы:
| 1980 | 33 075 чел. |  |
| 1985 | 37 965 чел. |  |
| 1990 | 40 777 чел. |  |
| 1995 | 45 253 чел. |  |
| 2000 | 50 198 чел. |  |
| 2005 | 52 516 чел. |  |

## Символика
Цветком города считается бугенвиллея.